# Consoli e podestà di Firenze

## Consoli dal 1172 al 1206
| N° | Titolo  | Nome | Elezione | Termine del mandato | Città di provenienza | Note                                                                                          |
| -- | ------- | --- | -------- | ------------------- | -------------------- | --------------------------------------------------------------------------------------------- |
| 1  | Consoli | Giovanni di Uguccione Giandonati, Importuno, Truffetto dei Fifanti, Ormanno Caponsacchi | 1172     |                     |                      |                                                                                               |
| 2  | Consoli | Forteguerra Giandonati, Bernardo Adimari, Forese da Campi(?), Arlotto Squarciasacchi, Spinello Spade | 1173     |                     |                      |                                                                                               |
| 3  | Consoli | Donato Donati, Guido Degli Uberti, Amedeo di Pandolfino, Borgognone dei Giudi, Odaldo, Giuseppe degli Albizi, Prete di Odarrigo, Astoldo da Castiglione (?) | 1174     |                     |                      |                                                                                               |
| 4  | Consoli | Abate della Lambarda, Cavalcante, Cotenacio, Ingemmato, Forese da Campi, Filocaro di Ciotolo, Giandonato Giandonati, Baldovino Giudi, Iacopo Rossi, Berlengario Caponsacchi, Tornaquincio | 1176     |                     |                      |                                                                                               |
| 5  | Consoli | Uberto degli Uberti, Lamberto Lamberti | 1180     |                     |                      |                                                                                               |
| 6  | Consoli | Iacopo Eliseo, Catella Dietisalvi, Uberto Beteldi | 1181     |                     |                      |                                                                                               |
| 7  | Consoli | Bongianni degli Amidei, Uberto Infangati | 1182     |                     |                      |                                                                                               |
| 8  | Consoli | Bonfantino Bogolese, Donato Donati | 1183     |                     |                      |                                                                                               |
| 9  | Consoli | Tolosano, Schiatta degli Uberti, Vecchietto dei Vecchietti | 1184     |                     |                      |                                                                                               |
| 10 | Consoli | Pietro Bosticchi, Uguccione Uguccioni, Ugo Ughi | 1185     |                     |                      |                                                                                               |
| 11 | Consoli | Ugolino dei Fifanti, Scolaino | 1186     |                     |                      |                                                                                               |
| 12 | Consoli | Accorri dei Tedaldini, Caponsacco Caponsacchi | 1187     |                     |                      |                                                                                               |
| 13 | Consoli | Ugo Albizzi dei Galigai, Gioco, Rustico degli Abati | 1188     |                     |                      |                                                                                               |
| 14 | Consoli | Uberto de' Macci, Carretto de' Compiobbi, Tignoso di Lamberto | 1189     |                     |                      |                                                                                               |
| 15 | Consoli | Catalano dei Tosinghi, Bonbarone dei Sizi | 1190     |                     |                      |                                                                                               |
| 16 | Consoli | Chianni dei Fifanti, Schiatta Uberti, Manfredi | 1191     |                     |                      |                                                                                               |
| 17 | Consoli | Chianni dei Fifanti, Tegrimo Giudi | 1192     |                     |                      |                                                                                               |
| 18 | Podestà | Gherardo Caponsacchi | 1193     |                     |                      | Podestà appartenente ad una famiglia fiorentina. Si avvalse comunque dell'ausilio di consoli. |
| 19 | Consoli | Catalano della Tosa, Uberto degli Uberti | 1194     |                     |                      |                                                                                               |
| 20 | Consoli | Lamberto Lamberti, Ubaldo Usimbardi e Ranieri di Gaetano Podestà | 1195     |                     |                      |                                                                                               |
| 21 | Consoli | Aldobrandino Barucci e altri | 1196     |                     |                      |                                                                                               |
| 22 | Consoli | Arlotto Squarciasacchi, Clarito Pigli, Gerardo Visdomini, Giannibello Tedaldini, Gianberto Cavalcanti, Gianni Donati, Goffredo Tosinghi, Guido Nepotepisci, Ranieri Giudi, Sizio di Butrigello, Uberto Barucci, Uguccione Gherardini, Sinibaldo de Compare, Spinello dei Malaspina, Uberto di Gualduccio, Ildebrando Sciancati, Rinaldesco del Mula | 1197     |                     |                      |                                                                                               |
| 23 | Consoli | Acerbo di Falserone, Compagno di Arriguccio, Ristordanno, Uberto di Gualduccio, Sinibaldo de Compare, Uguccione Gherardini, Uberto Barucci, Sizio di Butrigello, Ranieri Giudi, Guido Nepotepisci, Goffredo Tosinghi, Gianni Donati, Gianberto Cavalcanti, Giannibello Tedaldini, Gerardo Visdomini                                                 | 1198     |                     |                      |                                                                                               |
| 24 | Consoli | Arrigo Conte di Capraia, Boncompagno Lamberti | 1199     |                     |                      |                                                                                               |
| 25 | Podestà | Paganello da Porcari | 1200     | 1201                |                      |                                                                                               |
| 26 | Consoli | Aldobrandino Barucci, Bonaccorso da Campi, Albertino Porcelli, Lotario Giandonati, Marsoppino Tosinghi, Ranieri Della Bella, Ranieri Uberti, Uberto Adimari, Corbizio de Caccia, Ranieri di Simonetto, Ugo di Monaldo, Vingonese | 1202     |                     |                      |                                                                                               |
| 27 | Consoli | Acerbo, Adimaro Cavalcanti, Albertino Belloccioli, Attaviano Gherardini, Brodario Sacchetti, Bruno, Brunellino Brunelleschi, Cavalcante di Daino, Davizzo Tosinghi, Donato Tolomei, Gianni Donati, Gianni Soldanieri, Giannibello di Tedaldino del Cantore, Ranieri Adimari, Sinibaldo Scolari                                                      | 1203     |                     |                      |                                                                                               |
| 28 | Consoli | Albertino di Odarrigo, Berlinghiero Rossi, Baldovinetto de Giudi, Compagno degli Arrigucci, Gerardo Visdomini, Guido Uberti, Iacopo Nerli, Ildebrandino da Castiglione, Ildebrandino Cavalcanti, Ruggero Giandonati, Rustico degli Abati, Tignoso di Lamberto                                                                                       | 1204     |                     |                      |                                                                                               |
| 29 | Podestà | Rodolfo conte di Capraia | 1205     |                     |                      |                                                                                               |
| 30 | Console | Sizio di Butrigello | 1206     |                     |                      |                                                                                               |

## Podestà dal 1207 al 1502
| N° | Titolo            | Nome                                                            | Elezione              | Termine del mandato | Città di provenienza | Note |
| -- | ----------------- | --------------------------------------------------------------- | --------------------- | ------------------- | -------------------- | --- |
| 1  | Podestà           | Gualfredotto Grasselli                                          | 1207                  | 1208                | Milano               | Primo podestà forestiero. |
| 2  | Podestà           | Giovanni di Guidone de Papa                                     | 1209                  |                     | Roma                 | |
| 3  | Consoli           | Aldobrandino Adimari, Uberto di Gualduccio, Bonifacio Bonaguisa | 1210                  |                     |                      | |
| 4  | Console           | Ruggero Giandonati                                              | 1211                  |                     |                      | |
| 5  | Podestà           | Rodolfo conte di Capraia                                        | 1212                  |                     |                      | |
| 6  | Podestà           | Uguccio di Giovanni di Pietro Leoni                             | 1213                  |                     | Roma                 | |
| 7  | Podestà           | Pietro di Giovanni Grassi                                       | 1214                  |                     | Roma                 | |
| 8  | Podestà           | Gherardo Orlandi                                                | 1215                  | 1216                |                      | |
| 9  | Podestà           | Andalò                                                          | 1217                  |                     | Bologna              | |
| 10 | Podestà           | Bartolomeo Nasi poi Otto da Mandello                            | 1218                  |                     |                      | Il primo si è dimesso. |
| 11 | Podestà           | Alberto da Mandello                                             | 1219                  |                     | Milano               | |
| 12 | Podestà           | Ugo Grotti                                                      | 1220                  |                     |                      | |
| 13 | Podestà           | Bombarone                                                       | 1221                  |                     | Perugia              | |
| 14 | Podestà           | Oddo di Piero Gregori                                           | 1222                  |                     | Roma                 | |
| 15 | Podestà           | Gherardo Orlandi                                                | 1223                  |                     |                      | |
| 16 | Podestà           | Ingherramo da Magreto                                           | 1224                  |                     |                      | |
| 17 | Podestà           | Bernardino di Pio Manfredi                                      | 1225                  |                     |                      | |
| 18 | Podestà           | Guido di Giovanni di Guido Pape                                 | 1226                  |                     |                      | |
| 19 | Podestà           | Guido de Monasterio                                             | 1227                  |                     |                      | |
| 20 | Podestà           | Andrea Jacobi                                                   | 1228                  |                     | Perugia              | |
| 21 | Podestà           | Giovanni Boccacci                                               | 1229                  |                     |                      | |
| 22 | Podestà           | Otto da Mandello                                                | 1230                  |                     | Milano               | |
| 23 | Podestà           | Andrea Jacobi                                                   | 1231                  | 1232                | Perugia              | |
| 24 | Podestà           | Torello de Strada                                               | 1233                  |                     |                      | |
| 25 | Podestà           | Giovanni Giudici                                                | 1234                  |                     | Roma                 | |
| 26 | Podestà           | Compagnone dei Poltroni                                         | 1235                  |                     | Mantova              | |
| 27 | Podestà           | Guglielmo Vento poi Rolando Rossi                               | 1236                  |                     |                      | Il Vento fu costretto a dimettersi nell'aprile dopo una sconfitta della città contro una rivale; per il resto dell'anno il Rossi svolse l'incarico di podestà. |
| 28 | Podestà           | Rubaconte da Mondello                                           | 1237                  | 1º semestre 1238    |                      | |
| 29 | Podestà           | Angelo Malabranca                                               | 2º semestre 1238      |                     |                      | |
| 30 | Podestà           | Guglielmo Usimbardi poi Guido da Sesso                          | 1239                  |                     |                      | Governarono rispettivamente nel 1° e nel 2º semestre dell'anno.                                                                                                |
| 31 | Podestà           | Castellano dei Cafferi                                          | 1240                  |                     | Brescia              | |
| 32 | Podestà           | Ugo Ugolini                                                     | 1241                  |                     |                      | |
| 33 | Podestà           | Goffredo Langosco conte di Lomello                              | 1242                  |                     |                      | |
| 34 | Podestà           | Ugolino Rossi                                                   | 1243                  |                     | Parma                | |
| 35 | Podestà           | Bernardino Rossi                                                | 1244                  |                     | Parma                | |
| 36 | Podestà           | Pace Pesamigola                                                 | 1245                  |                     | Bergamo              | |
| 37 | Podestà           | Federico di Antiochia                                           | 1246                  | 1247                |                      | Vicario imperiale fino al 1250. |
| 38 | Podestà           | Iacopo di Rota                                                  | 1248                  |                     |                      | |
| 39 | Podestà           | Ubertino Landi dell'Andito                                      | 1249                  |                     | Piacenza             | |
| 40 | Podestà           | Ranieri da Montemurlo                                           | 1250                  |                     | Tortona              | |
| 41 | Podestà           | Filippo dei Cafferi                                             | 1251                  | 1252                | Brescia              | |
| 42 | Podestà           | Paolo da Soriano                                                | 1253                  |                     |                      | |
| 43 | Podestà           | Guiscardo da Pietrasanta                                        | 1254                  |                     |                      | |
| 44 | Podestà           | Alamanno della Torre                                            | 1255                  | 1256                | Milano               | |
| 45 | Podestà           | Matteo da Correggio                                             | 1257                  |                     | Parma                | |
| 46 | Podestà           | Iacopo Bernardi                                                 | 1258                  |                     |                      | |
| 47 | Podestà           | Danese Crivelli                                                 | 1259                  |                     | Milano               | |
| 48 | Podestà           | Guido Novello Guidi                                             | 1260                  | 1262                |                      | |
| 49 | Podestà           | Manfredo Lupus de Canolis                                       | 1263                  |                     |                      | |
| 50 | Podestà           | Marco Giustinian                                                | 1264                  | 1265                |                      | |
| 51 | Podestà           | Napoleone degli Alberti                                         | 1266                  |                     |                      | |
| 52 | Podestà           | Ermanno Monaldeschi                                             | 1266                  |                     | Orvieto              | |
| 53 | Podestà           | Isnardo Ugolini                                                 | 1267                  | 1268                |                      | |
| 54 | Vicario Imperiale | Malatesta da Verucchio                                          | 1268                  |                     |                      | |
| 55 | Vicario Imperiale | Berardo di Raiano                                               | 1270                  |                     |                      | |
| 56 | Podestà           | Guido di Montfort                                               | 1270                  | ?                   |                      | |
|    | Podestà           | Guido di Valiano                                                | 1275                  |                     |                      | |
|    | Podestà           | Corrado da Palazzo                                              | 1276                  |                     |                      | |
|    | Podestà           | Bernardo della Porta                                            | II semestre 1279      |                     |                      | |
|    | Podestà           | Stefano Raineri Romano                                          | 1280                  |                     |                      | |
|    | Podestà           | Matteo Maffeo Maggi                                             | 1281                  |                     |                      | |
|    | Podestà           | Iacopino da Rondelia                                            | 1282                  |                     |                      | |
|    | Podestà           | Aldighiero della Senazza                                        | 1283                  |                     |                      | |
|    | Podestà           | Bartolommeo de' Maggi da Brescia                                | 1284                  |                     |                      | |
|    | Podestà           | Gigliolo de' Macaruffi da Padova                                | 1285                  |                     |                      | |
|    | Podestà           | Matteo da Fogliano                                              | 1286                  |                     |                      | |
|    | Podestà           | Bertoldo de' Figliuoli di Stefano, proconsole di Roma           | 1287                  |                     |                      | |
|    | Podestà           | Antonio di Fuxirago                                             | 1288                  |                     |                      | |
|    | Podestà           | Ugolino de' Rossi da Parma                                      | 1289                  |                     |                      | |
|    | Podestà           | Rosso Gabrielli                                                 | I semestre 1290       |                     | Gubbio               | Da qui cominciano, salvo rare eccezioni, e fino alla fine, la serie di due podestà all'anno (uno a semestre).                                                  |
|    | Podestà           | Guido da Polenta                                                | II semestre 1290      |                     | Ravenna              | |
|    | Podestà           | Tebaldo Brusati                                                 | I semestre 1293       |                     |                      | |
|    | Podestà           | Pino Vernacci                                                   | II semestre 1294      |                     |                      | |
|    | Podestà           | Giovanni da Lucino                                              | I semestre 1295       |                     |                      | |
|    | Podestà           | Cante Gabrielli                                                 | II semestre 1298      |                     | Gubbio               | |
|    | Podestà           | Monfiorito da Coderta                                           | I semestre 1299       |                     | Treviso              | |
|    | Podestà           | Ungardo da Correggio                                            | II semestre 1299      |                     |                      | |
|    | Podestà           | Cante Gabrielli                                                 | 1300                  | I semestre 1302     |                      | |
|    | Podestà           | Gherardo Gambara                                                | II semestre 1302      |                     | Brescia              | |
|    | Podestà           | Fulcieri da Calboli                                             | 1303                  |                     |                      | |
|    | Podestà           | Manno della Branca da Gubbio                                    | I semestre 1304       |                     |                      | |
|    | Podestà           | Gigliolo de' Puntagli                                           | II semestre 1304      |                     | Parma                | Cacciato |
|    | Podestà           | Bino Gabrielli                                                  | I semestre 1306       |                     |                      | |
|    | Podestà           | Pietro della Branca                                             | 1308                  |                     |                      | |
|    | Podestà           | Pantaleone Buzzaccarini                                         | 1310                  |                     |                      | |
|    | Podestà           | Gentile da Varano                                               | I semestre 1312       |                     |                      | |
|    | Podestà           | Guido Savina da Fogliano                                        | II semestre 1312      |                     |                      | |
|    | Podestà           | Filippo Gabrielli                                               | II semestre 1322      |                     |                      | |
|    | Podestà           | Manno della Branca da Gubbio                                    | II semestre 1323      |                     |                      | citato da Giovanni Villani, Nuova cronica X 219 (ed. Porta) |
|    | Podestà           | Pietro della Branca                                             | I semestre 1331       |                     |                      | |
|    | Podestà           | Jacopo de' Gabrielli da Gubbio                                  | II semestre 1331      |                     |                      | |
|    | Podestà           | Gualtieri VI di Brienne                                         | 1342                  | 1343                |                      | |
|    | Podestà           | Giovanni Bourbon del Monte Santa Maria                          | 1343                  | 1344                |                      | |
|    | Podestà           | Federico Lavelungo                                              | 1364                  | 1365                |                      | |
|    | Podestà           | Vigiano Andrei                                                  | 1365                  |                     |                      | |
|    | Podestà           | Guglielmo dei Pedezocchi                                        | 1365                  | 1366                |                      | |
|    | Podestà           | Paolo Argenti da Campello                                       | 1366                  |                     |                      | |
|    | Podestà           | Baruffaldo dei Griffi                                           | 1366                  | 1367                |                      | |
|    | Podestà           | Paolo Rainaldi                                                  | 1367                  |                     |                      | |
|    | Podestà           | Ungaro degli Azzi                                               | 1367                  | 1368                |                      | |
|    | Podestà           | Guido Oddone Fortebracci                                        | 1368                  |                     |                      | |
|    | Podestà           | Raimondino Danieli                                              | 1368                  | 1369                |                      | |
|    | Podestà           | Pietro da Recanati                                              | 1369                  |                     |                      | |
|    | Podestà           | Fulco Marchioni                                                 | 1369                  | 1370                |                      | |
|    | Podestà           | Guido della Pace Giustinelli                                    | 1370                  | 1371                |                      | |
|    | Podestà           | Lando dei Becci                                                 | 1371                  | 1372                |                      | |
|    | Podestà           | Ludovico Balligani                                              | 1372                  |                     |                      | |
|    | Podestà           | Giovanni di Roncofreddo                                         | I semestre 1373       |                     |                      | |
|    | Podestà           | Barnaba Marcaruffi                                              | II semestre 1373      |                     |                      | |
|    | Podestà           | Giusto dei Manassei                                             | I semestre 1374       |                     |                      | |
|    | Podestà           | Francesco Liverotti                                             | II semestre 1374      |                     |                      | |
|    | Podestà           | Lorenzo dei Sanguinetti                                         | 1375                  |                     |                      | |
|    | Podestà           | Massimo Tanarelli                                               | 1375                  | 1376                |                      | |
|    | Podestà           | Andreasio Cavalcabò                                             | 1376                  |                     | Cremona              | |
|    | Podestà           | Oderico Migliorati                                              | 1376                  | 1377                |                      | |
|    | Podestà           | Pietro del Monte Santa Maria                                    | 1377                  |                     |                      | |
|    | Podestà           | Giovanni Nicolai                                                | 1377                  | 1378                |                      | |
|    | Podestà           | Ugolino del Monte Santa Maria                                   | 1378                  |                     |                      | |
|    | Podestà           | Fantino Giorgio                                                 | 1378                  | 1379                | Venezia              | |
|    | Podestà           | Ilario dei Sanguinacci                                          | 1379                  |                     |                      | |
|    | Podestà           | Giovanni de' Coppi                                              | 1379                  | 1380                |                      | |
|    | Podestà           | Francesco dei Dotti                                             | 1380                  |                     |                      | |
|    | Podestà           | Iacopo Presbiteri                                               | 1380                  | 1381                |                      | |
|    | Podestà           | Giovanni Corazza del Monte Santa Maria                          | 1381                  |                     |                      | |
|    | Podestà           | Roberto dei Camporini                                           | 1381                  | 1382                |                      | |
|    | Podestà           | Guido di Canossa                                                | 1382                  |                     | Reggio               | [ 1 ] |
|    | Podestà           | Lambertino Cannetoli                                            | 1382                  | 1383                |                      | |
|    | Podestà           | Simone Tomasi                                                   | 1383                  |                     |                      | |
|    | Podestà           | Simone Manenti                                                  | 1383                  | 1384                | Trevi                | |
|    | Podestà           | Iacopo Ilario Sanguinacci                                       | 1384                  |                     | Padova               | |
|    | Podestà           | Pietro Emo                                                      | 1384                  | 1385                | Venezia              | |
|    | Podestà           | Tommaso dei Trocchi                                             | 1385                  |                     | Fusignano            | |
|    | Podestà           | Trincia Trinci                                                  | 1385                  | 1386                | Foligno              | |
|    | Podestà           | Paolo da Campello                                               | 1386                  |                     |                      | |
|    | Podestà           | Rainaldo Rangoni                                                | 1386                  |                     |                      | |
|    | Podestà           | Francesco Ferretti                                              | 1387                  |                     |                      | |
|    | Podestà           | Iacopo degli Azzoni                                             | 1387                  | 1388                |                      | |
|    | Podestà           | Bisaccio di Plagnano                                            | 1388                  |                     |                      | |
|    | Podestà           | Monaldo di San Casciano                                         | 1389                  |                     |                      | |
|    | Podestà           | Fantino Giorgio                                                 | 1389                  | 1390                |                      | |
|    | Podestà           | Guido dei Mataffari                                             | 1390                  | 1391                |                      | |
|    | Podestà           | Bonifacio dei Coppi                                             | 1391                  |                     |                      | |
|    | Podestà           | Marino di Monte Passillo                                        | 1391                  | 1392                |                      | |
|    | Podestà           | Iacopo dei Buscoli                                              | 1392                  |                     |                      | |
|    | Podestà           | Tommaso Salomon                                                 | 1392                  | 1393                | Adria                | |
|    | Podestà           | Nicolò dei Corboni                                              | 1393                  |                     |                      | |
|    | Podestà           | Francesco Gabrielli                                             | 1393                  | 1394                | Gubbio               | Nello stesso anno fu anche capitano del popolo. |
|    | Podestà           | Giovanni Manenti                                                | 1394                  |                     | Spoleto              | |
|    | Podestà           | Simone Manenti                                                  | 1394                  | 1395                | Trevi                | |
|    | Podestà           | Francesco dei Dotti                                             | 1395                  |                     | Padova               | |
|    | Podestà           | Pantaleone Barbo                                                | 1395                  | 1396                | Venezia              | |
|    | Podestà           | Giovanni Baroncelli                                             | 1396                  |                     | Norcia               | |
|    | Podestà           | Antonio Nuvoloni                                                | 1396                  | 1397                | Mantova              | |
|    | Podestà           | Brancaleone di Planano                                          | 1397                  |                     |                      | |
|    | Podestà           | Zaccaria Trevisan                                               | 1397                  | 1398                |                      | |
|    | Podestà           | Monaldino di Montevetulo                                        | 1398                  | 1399                |                      | |
|    | Podestà           | Liverotto Ferretti                                              | 1399                  |                     | Ancona               | |
|    | Podestà           | Iacopo Baducco                                                  | 1399                  | 1400                |                      | |
|    | Podestà           | Leomario Roberto Camporini                                      | 1400                  | 1401                |                      | |
|    | Podestà           | Giovanfrancesco Ferretti                                        | 1401                  |                     | Ancona               | |
|    | Podestà           | Nicolò Calvi                                                    | 1401                  | 1402                |                      | |
|    | Podestà           | Battista Simone Pianciani                                       | 1402                  | 1403                |                      | |
|    | Podestà           | Apollonio Boncompagni                                           | 1403                  |                     | Visso                | |
|    | Podestà           | Francesco di Montevetulo                                        | 1403                  | 1404                |                      | |
|    | Podestà           | Puccio di Sernano                                               | 1404                  |                     |                      | |
|    | Podestà           | Meliade Manenti                                                 | 1405                  |                     | Spoleto              | |
|    | Podestà           | Iacopo Cavalcabò                                                | 1405                  |                     | Cremona              | |
|    | Podestà           | Raimondino Fieschi dei conti di Lavagna                         | 1406                  |                     | Genova               | |
|    | Podestà           | Giovanni Manenti                                                | 1407                  |                     | Spoleto              | |
|    | Podestà           | Pietro Mirabelli                                                | 1407                  | 1408                |                      | |
|    | Podestà           | Masetto Bovarelli                                               | 1408                  |                     |                      | |
|    | Podestà           | Argento da Campello                                             | 1408                  | 1409                |                      | |
|    | Podestà           | Bisaccio di Planano                                             | 1409                  |                     |                      | |
|    | Podestà           | Rambaldo Paradisi                                               | 1409                  | 1410                | Padova               | |
|    | Podestà           | Angelo Aleoni                                                   | 1410                  |                     |                      | |
|    | Podestà           | Iacopo Cecchi                                                   | 1410                  | 1411                | Norcia               | |
|    | Podestà           | Onofrio Simoni                                                  | 1411                  |                     | Camerino             | |
|    | Podestà           | Otto da Mandello                                                | 1411                  | 1412                | Milano               | |
|    | Podestà           | Francesco Bogliardi                                             | 1412                  |                     |                      | |
|    | Podestà           | Mastino Roberti                                                 | 1413                  |                     | Ferrara              | |
|    | Podestà           | Filippo e Giovanni Della Molza                                  | 1413                  |                     | Mantova              | |
|    | Podestà           | Artale d'Aragona                                                | 1414                  |                     |                      | |
|    | Podestà           | Riccardo Alidosi                                                | 1414                  | 1415                | Parma                | |
|    | Podestà           | Ugolino da Farneto                                              | 1415                  |                     |                      | |
|    | Podestà           | Aloisio Maccaferri                                              | 1415                  | 1416                |                      | |
|    | Podestà           | Felcino Armanni                                                 | 1416                  |                     | Orvieto              | |
|    | Podestà           | Vanni di Sarnano                                                | 1416                  | 1417                |                      | |
|    | Podestà           | Francesco Ferretti                                              | 1417                  | 1418                | Ancona               | |
|    | Podestà           | Galeotto Brancaleoni                                            | 1418                  |                     |                      | |
|    | Podestà           | Leonardo Delamonti                                              | 1418                  | 1419                |                      | |
|    | Podestà           | Brandalice Boccamaiori                                          | 1419                  |                     | Ferrara              | |
|    | Podestà           | Francesco Manenti                                               | 1419                  | 1420                | Trevi                | |
|    | Podestà           | Barnabò di Cingoli                                              | 1420                  |                     |                      | |
|    | Podestà           | Carlo Lapi                                                      | 1420                  | 1421                |                      | |
|    | Podestà           | Francesco Negusanti                                             | 1421                  |                     | Fano                 | |
|    | Podestà           | Pietro Corradi                                                  | 1421                  | 1422                | Todi                 | |
|    | Podestà           | Gherardo Canonici                                               | 1422                  |                     | Ferrara              | |
|    | Podestà           | Masetto Bovarelli                                               | 1422                  | 1423                | San Ginesio          | |
|    | Podestà           | Apollonio Boncompagni                                           | 1423                  |                     | Visso                | |
|    | Podestà           | Ugolino di Planano                                              | 1423                  | 1424                |                      | |
|    | Podestà           | Cipriano Manassei                                               | 1424                  |                     |                      | |
|    | Podestà           | Cecchino da Campello                                            | 1425                  |                     |                      | |
|    | Podestà           | Lando dei Bicchi                                                | 1425                  | 1426                | Gubbio               | |
|    | Podestà           | Blasio Cardoli                                                  | 1426                  |                     | Narni                | |
|    | Podestà           | Francesco Coppoli                                               | 1426                  | 1427                | Perugia              | |
|    | Podestà           | Piermarino Brancadori                                           | 1428                  |                     | Fermo                | |
|    | Podestà           | Azzo degli Azzi                                                 | 1428                  | 1429                | Sassoferrato         | |
|    | Podestà           | Andrea Cantorani                                                | 1429                  |                     | Ancona               | |
|    | Podestà           | Battista del Monte Santa Maria                                  | 1429                  | 1430                |                      | |
|    | Podestà           | Paolo Guarteri                                                  | 1430                  |                     | Verona               | |
|    | Podestà           | Antonio dei Venictini                                           | 1430                  | 1431                | Roma                 | |
|    | Podestà           | Amico Donato Della Torre                                        | 1431                  |                     | Milano               | |
|    | Podestà           | Troilo Boncompagni                                              | 1432                  |                     | Visso                | |
|    | Podestà           | Pietro Corradi                                                  | 1432                  |                     | Todi                 | |
|    | Podestà           | Giovanni Uffreducci                                             | 1433                  |                     | Fermo                | |
|    | Podestà           | Ugolino da Farneto                                              | 1433                  | 1434                |                      | |
|    | Podestà           | Francesco conte di Santa Cristina                               | 1434                  |                     |                      | |
|    | Podestà           | Iacopo Costanzi                                                 | 1434                  | 1435                | Messina              | |
|    | Podestà           | Polidoro Nobili                                                 | 1435                  |                     | Spello               | |
|    | Podestà           | Cecchino da Campello                                            | 1435                  | 1436                |                      | |
|    | Podestà           | Daniele Dottori                                                 | 1436                  |                     | Padova               | |
|    | Podestà           | Iacopo Silvestrini                                              | 1436                  | 1437                | Norcia               | |
|    | Podestà           | Onofrio da Foligno                                              | 1437                  |                     |                      | |
|    | Podestà           | Tommaso Martani                                                 | 1437                  | 1438                | Spoleto              | |
|    | Podestà           | Pollio da Napoli                                                | 1438                  |                     |                      | |
|    | Podestà           | Costantino da Saluzzo                                           | 1438                  | 1439                |                      | |
|    | Podestà           | Francesco Raniero de Coppoli                                    | 1439                  |                     | Torgiano             | |
|    | Podestà           | Marino Antonio della Rocca                                      | 1439                  | 1440                | Fermo                | |
|    | Podestà           | Niccolò Porcinari                                               | 1440                  |                     | L'Aquila             | |
|    | Podestà           | Piero dei Brancadori                                            | 1440                  | 1441                | Fermo                | |
|    | Podestà           | Palamide Macedonio                                              | 1441                  |                     | Napoli               | |
|    | Podestà           | Enrico Monaldeschi                                              | 1441                  | 1442                | Orvieto              | |
|    | Podestà           | Francesco Gattola                                               | 1442                  | 1443                | Gaeta                | |
|    | Podestà           | Ugolino da Farneto                                              | 1443                  |                     |                      | Morto in ufficio, l'8 settembre 1443. |
|    | Podestà           | Iacopo da Farneto                                               | 1443                  |                     |                      | Figlio del precedente. |
|    | Podestà           | Nicolò Sanudo                                                   | 1443                  | 1444                | Ferrara              | |
|    | Podestà           | Nicolò Clericati                                                | 1444                  |                     | Vicenza              | |
|    | Podestà           | Lorenzo Terenzi                                                 | 1444                  |                     |                      | Per otto mesi. |
|    | Podestà           | Boncambio Boncambi                                              | 1444                  | 1445                |                      | Per sette mesi. |
|    | Podestà           | Melchiorre da Vizzano                                           | 1445                  | 1446                |                      | Per venti mesi. |
|    | Podestà           | Andrea Ercolani                                                 | 1446                  | 1447                |                      | |
|    | Podestà           | Paolo Costabili                                                 | 1447                  |                     | Ferrara              | |
|    | Podestà           | Iacopo Silvestrini                                              | 1447                  | 1448                | Norcia               | |
|    | Podestà           | Giovanni degli Almerici                                         | 1448                  |                     |                      | |
|    | Podestà           | Giovanni Francesco dei Botticelli                               | 1449                  |                     |                      | |
|    | Podestà           | Niccolò Vitelli                                                 | 1450                  |                     | Todi                 | |
|    | Podestà           | Antonio Gaglioffi                                               | 1450                  | 1451                | L'Aquila             | |
|    | Podestà           | Ludovico Caccialupi                                             | 1451                  |                     | Bologna              | |
|    | Podestà           | Buffardo Cicinelli                                              | 1451                  | 1452                | Napoli               | |
|    | Podestà           | Giovanni Filippo Meli                                           | 1452                  |                     | Cremona              | |
|    | Podestà           | Iacopo Bracchi                                                  | 1452                  | 1453                | Foligno              | |
|    | Podestà           | Giovanni Anguissola                                             | 1453                  |                     | Piacenza             | |
|    | Podestà           | Iacopo Condulmer                                                | 1453                  | 1454                | Recanati             | |
|    | Podestà           | Gentile Brancadori                                              | 1454                  |                     | Fermo                | |
|    | Podestà           | Tommaso di Ceva                                                 | 1454                  | 1455                |                      | |
|    | Podestà           | Gianni della Porta                                              | 1455                  |                     | Novara               | |
|    | Podestà           | Giovanni Innocenzo Ercolani                                     | 1455                  | 1456                | Camerino             | |
|    | Podestà           | Sante Vitelleschi                                               | 1456                  |                     | Tarquinia            | |
|    | Podestà           | Polidoro Baglioni                                               | 1456                  | 1457                | Perugia              | |
|    | Podestà           | Cristoforo Almerici                                             | 1457                  |                     | Pesaro               | |
|    | Podestà           | Paolo della Volta                                               | 1457                  | 1458                | Bologna              | |
|    | Podestà           | Giovanni da Balbiano                                            | 1458                  | 1459                | Milano               | |
|    | Podestà           | Sante Vitelleschi                                               | 1459                  | 1460                | Tarquinia            | |
|    | Podestà           | Baldassarre Baglioni                                            | 1460                  |                     | Perugia              | |
|    | Podestà           | Iacopo Pietro Bonarelli                                         | 1460                  | 1461                | Ancona               | |
|    | Podestà           | Martino Soardi                                                  | 1461                  |                     | Mantova              | |
|    | Podestà           | Cristoforo Rangoni                                              | 1461                  | 1462                | Ferrara              | |
|    | Podestà           | Giovanni Federico della Latta                                   | 13 maggio 1462        | 25 agosto 1462      | Parma                | Morto in ufficio. |
|    | Podestà           | Angelo Federico della Latta                                     | 25 agosto 1462        | 13 novembre 1462    | Parma                | |
|    | Podestà           | Benedetto Orlandi                                               | 1462                  | 1463                | Roma                 | |
|    | Podestà           | Cristoforo Malvicini                                            | 13 maggio 1463        | 12 novembre 1463    | Viterbo              | |
|    | Podestà           | Boniperto Boniperti                                             | 13 novembre 1463      | 12 maggio 1464      | Novara               | |
|    | Podestà           | Iacopo Bonarelli                                                | 13 maggio 1464        | 12 novembre 1465    | Ancona               | |
|    | Podestà           | Amedeo Lorenzo Lustini                                          | 13 novembre 1465      | 12 maggio 1466      | Ancona               | |
|    | Podestà           | Bartolomeo Orcioli                                              | 13 maggio 1466        | 14 maggio 1467      | Ferrara              | |
|    | Podestà           | Alessandro Poeti                                                | 1467                  |                     | Bologna              | |
|    | Podestà           | Francesco Giustini                                              | 1467                  | 1468                | Foligno              | |
|    | Podestà           | Carlo Cicinelli                                                 | 1468                  |                     | Napoli               | |
|    | Podestà           | Francesco Casini                                                | 1468                  | 1469                | Cesena               | |
|    | Podestà           | Leone Tenari                                                    | 1469                  |                     | Napoli               | |
|    | Podestà           | Giovanni Pandolfucci                                            | 16 febbraio 1470      | 15 agosto 1470      | Civita Castellana    | |
|    | Podestà           | Carlo Riguardati                                                | 16 agosto 1470        | 15 febbraio 1471    | Norcia               | |
|    | Podestà           | Agamennone Marescotti                                           | 16 febbraio 1470 1470 | 15 agosto 1471      | Bologna              | |
|    | Podestà           | Francesco da Lucoli                                             | 16 agosto 1471        | 15 febbraio 1472    | L'Aquila             | |
|    | Podestà           | Francesco Jacopo dei Grati                                      | 16 febbraio 1471      | 15 agosto 1472      | Bologna              | |
|    | Podestà           | Domenico Giannotti                                              | 16 agosto 1472        | 15 febbraio 1473    |                      | |
|    | Podestà           | Raniero dei Maschi                                              | 16 febbraio 1473      | 15 agosto 1473      | Rimini               | |
|    | Podestà           | Almerico degli Almerici                                         | 16 agosto 1473        | 1º febbraio 1474    | Pesaro               | |
|    | Podestà           | Geronimo Geraldini                                              | 16 febbraio 1473      | 15 agosto 1474      | Amelia               | |
|    | Podestà           | Geronimo Aldobrandini                                           | 16 agosto 1474        | 15 febbraio 1475    | Ferrara              | |
|    | Podestà           | Giovanni Pensi                                                  | 16 febbraio 1475      | 15 agosto 1475      | Palermo              | |
|    | Podestà           | Giovanni Grassi                                                 | 16 agosto 1475        | 15 febbraio 1476    | Bologna              | |
|    | Podestà           | Valerio Pimpinelli                                              | 16 febbraio 1476      | 15 agosto 1476      | Vulci                | |
|    | Podestà           | Daniele Paolo Draghi                                            | 16 agosto 1476        | 15 febbraio 1477    | Fossombrone          | |
|    | Podestà           | Battista dei Bendedi                                            | 16 febbraio 1477      | 15 agosto 1477      | Ferrara              | |
|    | Podestà           | Pietro Filippo Martobelli                                       | 16 agosto 1477        | 15 febbraio 1478    | Spoleto              | |
|    | Podestà           | Matteo Luchino Toscani                                          | 16 febbraio 1478      | 4 marzo 1479        | Milano               | |
|    | Podestà           | Alberto Paolo Magalotti                                         | 5 marzo 1479          | 30 aprile 1480      | Orvieto              | |
|    | Podestà           | Andrea Iacopo dei Grati                                         | 1480                  | 1481                | Bologna              | |
|    | Podestà           | Carlo Caracciolo                                                | 1481                  |                     | Napoli               | |
|    | Podestà           | Ludovico Gabriele Malagutti                                     | 1481                  | 1482                | Reggio nell'Emilia   | |
|    | Podestà           | Paolo dei Boncambi                                              | 1482                  |                     | Perugia              | |
|    | Podestà           | Azzo dei Lapi                                                   | 1482                  | 1483                | Cesena               | |
|    | Podestà           | Cristoforo dei Grati                                            | 1483                  |                     | Bologna              | |
|    | Podestà           | Alfonso Maria Galeotti                                          | 1484                  |                     | Ferrara              | |
|    | Podestà           | Ambrogio Mirabelli                                              | 1484                  | 1485                | Milano               | |
|    | Podestà           | Francesco Geronimo Filippi                                      | 1485                  |                     | Montefalco           | |
|    | Podestà           | Giovanni Battista Barattani                                     | 1485                  | 1486                | Norcia               | |
|    | Podestà           | Battista Gherardini                                             | 1486                  |                     | Amelia               | |
|    | Podestà           | Giovanni Francesco Aldrovandi                                   | 1486                  | 1487                | Bologna              | |
|    | Podestà           | Pietro Paolo Ranieri                                            | 1488                  |                     | Perugia              | |
|    | Podestà           | Francesco Paolo Massimi                                         | 22 giugno 1488        | 22 dicembre 1488    |                      | |
|    | Podestà           | Antonio di San Martino                                          | 22 dicembre 1488      | 21 giugno 1489      | Padova               | |
|    | Podestà           | Cesare dei Valentini                                            | 22 giugno 1489        | 21 dicembre 1489    | Ferrara              | |
|    | Podestà           | Giovanni dei Ranieri                                            | 22 dicembre 1489      | 21 giugno 1490      | Norcia               | |
|    | Podestà           | Pandolfo Collenuccio                                            | 1490                  |                     | Pesaro               | |
|    | Podestà           | Antonio Magnani                                                 | 1490                  | 1491                | Bologna              | |
|    | Podestà           | Alberto Leonelli                                                | 1491                  |                     | Spoleto              | |
|    | Podestà           | Giovanni Galeazzo Trotti                                        | 1491                  | 1492                | Alessandria          | |
|    | Podestà           | Pietro Simone Usileri                                           | 1492                  |                     | Jesi                 | |
|    | Podestà           | Antonio Albizzini                                               | 1493                  |                     | Città di Castello    | |
|    | Podestà           | Valerio Pimpinelli                                              | 1493                  | 1494                | Vulci                | |
|    | Podestà           | Niccolò Leli                                                    | 1º dicembre 1494      | 27 gennaio 1495     | Trevi                | |
|    | Podestà           | Alessandro Guarneri                                             | 28 gennaio 1495       | 14 dicembre 1496    | Parma                | |
|    | Podestà           | Agamennone Marescotti                                           | 28 gennaio 1496       | 28 gennaio 1498     | Bologna              | |
|    | Podestà           | Pietro Paolo Ranieri                                            | 28 gennaio 1498       | 27 gennaio 1499     |                      | |
|    | Podestà           | Antonio di Balbiano                                             | 28 gennaio 1499       | 15 luglio 1499      | Milano               | |
|    | Podestà           | Giovanni Raineri                                                | 1º aprile 1500        | 30 settembre 1500   | Norcia               | |
|    | Podestà           | Silvestro Badoli                                                | 1500                  | 1501                |                      | |
|    | Podestà           | Monaldo Fascioli                                                | 1501                  |                     | Orvieto              | |
|    | Podestà           | Alberto Leoncelli                                               | 1501                  | 1502                | Spoleto              | |
|    | Podestà           | Vincenzo Nobili                                                 | 1502                  |                     | Urbino               | |